# Kita Seiichi

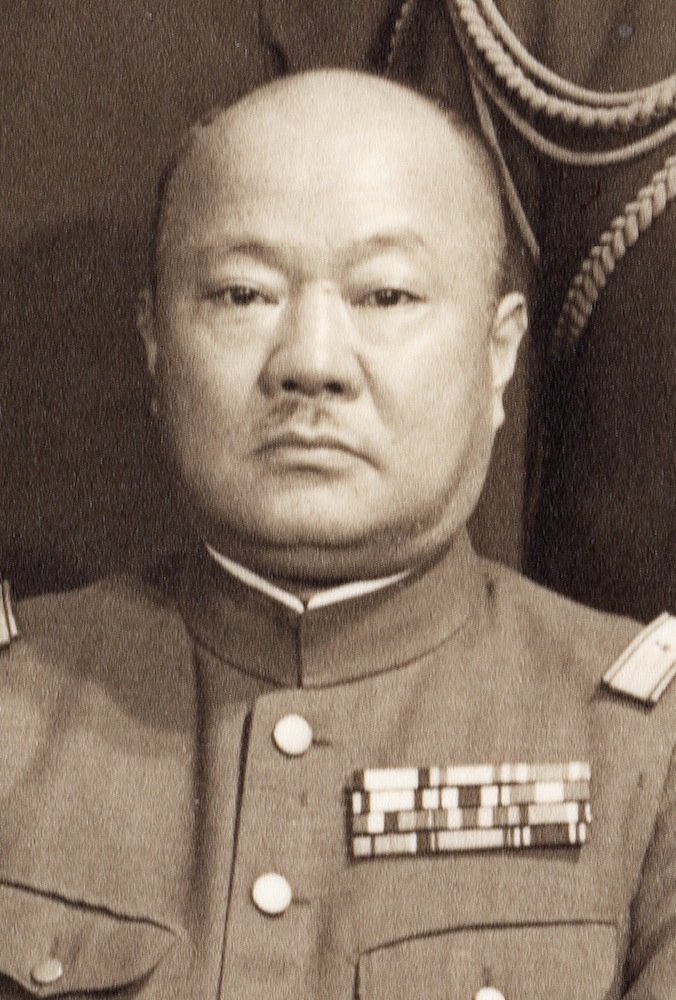
Kita Seiichi (1937)

Kita Seiichi (japanisch 喜多 誠一; * 20. Dezember 1886 in der Präfektur Kōchi; † 7. Juni 1952 (nach anderen Angaben: 7. August 1947) bei Chabarowsk, Sowjetunion) war ein japanischer Offizier, der als Generalleutnant im Zweiten Weltkrieg unter anderem von 1940 bis 1941 Kommandeur der 14. Division, zwischen 1941 und 1943 Kommandeur der 6. Armee, von 1943 bis 1944 Kommandeur der 12. Armee sowie zwischen 1944 und 1945 Oberbefehlshaber der 1. Regionalarmee war. Er wurde zuletzt 1945 noch zum General befördert und geriet zum Zeitpunkt der Kapitulation Japans am 2. September 1945 in sowjetische Kriegsgefangenschaft, in der er verstarb.

## Leben
Kita Seiichi begann nach dem Schulbesuch als Offiziersanwärter eine Ausbildung an der Heeresoffizierschule (Rikugun Shikan Gakkō) und wurde nach deren Abschluss 1907 in die Kaiserlich Japanische Armee (Dai-Nippon Teikoku Rikugun) übernommen. In der Folgezeit fand er verschiedene Verwendungen als Offizier und war zudem 1919 Absolvent der Heereshochschule (Rikugun Daigakkō). Nach seiner Beförderung zum Oberst war er vom 1. August 1931 bis zum 23. Februar 1932 Kommandeur des 37. Infanterieregiments und im Anschluss zwischen dem 23. Februar und dem 27. Juni 1932 Chef der Nachrichtendienstabteilung der Shanghai-Expeditionsarmee (Shanhai hakengun), woraufhin er vom 27. Juni bis zum 8. August 1932 eine Dienstreise durch China unternahm. Daraufhin fungierte er zwischen dem 8. August 1932 und dem 1. August 1934 als Chef der Nachrichtendienstabteilung der Kwantung-Armee (Kantō-gun) sowie vom 1. August 1934 bis zum 13. April 1936 Chef der für den Nachrichtendienst in Asien zuständigen 5. Sektion der 2. Abteilung im Generalstab (Sanbō Honbu) der Kaiserlich Japanischen Armee, wobei er in dieser Verwendung am 7. März 1936 zum Generalmajor befördert wurde.
Daraufhin war Kita zwischen dem 23. März 1936 und dem 14. August 1937 Militärattaché an der Botschaft in der Republik China sowie vom 14. August bis zum 4. September 1937 Chef der Tianjin-Sonderagentur, Er war anschließend zwischen dem 4. September 1937 und dem 10. März 1939 Leiter der Sonderagentur der Regionalarmee Nordchina (Kita Shina hōmengun) und nahm in dieser Funktion nach der mit einem japanischen Sieg beendeten Schlacht um Shanghai (13. August bis 9. November 1937) an Verhandlungen mit Chiang Kai-shek teil. Er wurde am 9. März 1939 zum Generalleutnant befördert und bekleidete vom 10. März 1939 bis zum 9. März 1940 den Posten des Leiters des Nordchinesischen Koordinierungsbüros im Ostasiatischen Entwicklungsausschuss (Kōa-in). Danach löste er am 9. März 1940 Generalleutnant Iseki Takamasa als Kommandeur der 14. Division ab, der sogenannten „Leuchtenden Division“ (Shō-heidan), und hatte dieses Kommando bis zu seiner Ablösung durch Generalleutnant Kawanami Mitsu am 15. Oktober 1941 inne.
Im weiteren Verlauf des Zweiten Weltkrieges übernahm er am 15. Oktober 1941 von Generalleutnant Yasui Tōji den Posten als Oberbefehlshaber der 6. Armee und verblieb in diesem Kommando bis zu seiner Ablösung durch Generalleutnant Ishiguro Teizō am 1. März 1943. Danach war er als Nachfolger von Generalleutnant Tsuchihashi Ichiji vom 1. März 1943 bis zu seiner Ablösung durch Generalleutnant Uchiyama Eitarō am 7. Februar 1944 Oberbefehlshaber der in China eingesetzten 12. Armee. Nachdem er anschließend dem Generalstab zugeteilt war, löste er schließlich am 26. September 1944 Generalleutnant Yamashita Tomoyuki als Oberbefehlshaber der 1. Regionalarmee in der Mandschurei ab und wurde am 9. März 1945 noch zum General befördert. Im Zuge der „Operation Auguststurm“, der sowjetischen Invasion der Mandschurei (9. August bis 2. September 1945), geriet er am Tage der Kapitulation Japans am 2. September 1945 in sowjetische Kriegsgefangenschaft und verstarb am 7. August (nach anderen Angaben erst am 7. Juni 1952) in einem sowjetischen Kriegsgefangenenlager in Chabarowsk.

## Hintergrundliteratur
- John H. Boyle: China and Japan at War, 1937–1945. The Politics of Collaboration, Stanford University Press, 1972, ISBN 0804-7-0800-2
- Meirion Harries: Soldiers of the Sun: The Rise and Fall of the Imperial Japanese Army, Random House, 1994, ISBN 0-679-75303-6.
- Robert B. Edgerton: Warriors of the Rising Sun: A History of the Japanese Military, Westview Press, 1999, ISBN 0-8133-3600-7.